# واش‌مرغ سبیل‌دار
واش‌مرغ سبیل‌دار (نام علمی: Schoenicola striatus) یک پرنده گنجشک‌سان کوچک از سردهٔ Schoenicola است. این گونه بومی شبه‌قاره هند است، جایی که به صورت لکه‌ای در بنگلادش، هند، نپال و پاکستان پراکنده شده‌است. این پرندگان حشره‌خوار در علفزارهای متراکم و بلند، اغلب در مناطق باتلاقی، زیستگاه‌هایی که توسط فعالیت‌های انسانی تهدید می‌شود، جنب‌وجوش می‌کنند. این گونه که در گذشته به عنوان بومی در نظر گرفته می‌شد، ممکن است کوچ هم داشته باشد، در طول زمستان در شبه‌جزیره هند به سوی جنوب و شرق حرکت می‌کند و به مناطق زادآوری خود در دشت‌های شمالی در جنوب هیمالیا بازمی‌گردد.

## پراکندگی و زیستگاه
زیستگاهی که واش‌مرغ سبیل‌دار در آن زندگی می‌کند، زمین‌های باتلاقی بلند پوشیده از چمن است. محدوده پراکندگی عمدتاً در بخش شمالی شبه‌قاره هند است. در گذشته حداقل در گجرات، آندرا پرادش، بنگال غربی، اوریسا، لاهور (جایی که در منطقه راخ زادآوری می‌کردند)، بخش‌هایی از بنگلادش، و نپال رایج بود. این گونه توسط تخریب علفزارها و زیستگاه‌های مردابی تهدید می‌شود. تصور می‌شد که این گونه عمدتاً بومی با حرکت‌های وابسته به بارندگی است، اما ممکن است مهاجر باشند، در امتداد دشت‌های رودخانه‌ای در جنوب هیمالیا زادآوری کرده و در شرق و جنوب در شبه‌جزیره هند زمستان‌گذرانی دارند.